# 小羅任
48°15′40″N 25°4′47″E / 48.26111°N 25.07972°E
小羅任（烏克蘭語：Малий Рожин），是烏克蘭的村落，位於該國西部伊萬諾-弗蘭科夫斯克州，由科索夫區負責管轄，始建於1593年，面積16平方公里，2001年人口950，人口密度每平方公里59.4人。